# 卡拉海峽

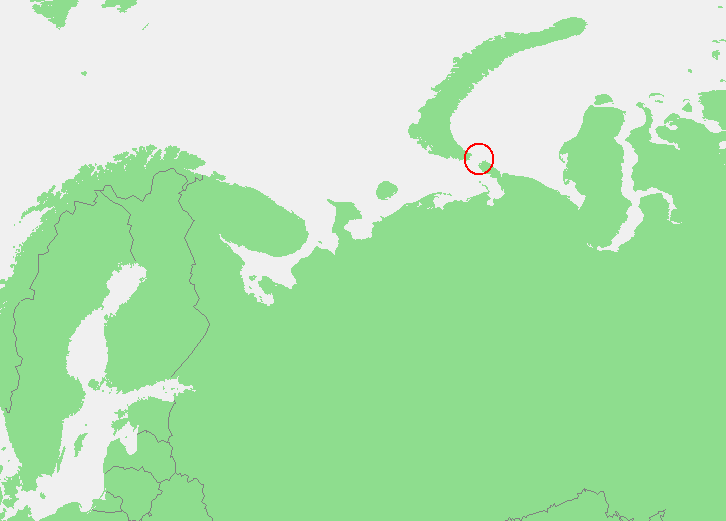
卡拉海峽位置圖

70°30′N 58°0′E / 70.500°N 58.000°E
卡拉海峽（俄语：Пролив Карские Ворота；Proliv Karskiye Vorota）為新地島南方及瓦伊加奇島北方間寬約56公里的水道，卡拉海峽連接海峽東側的卡拉海及西側的巴倫支海，而卡拉海峽在早期北方海路的探索中為相當重要的水道。